# هوبيل يالمال (مسرحية)
هوبيل يالمال مسرحية قطرية، تدور أحداث هذه المسرحية في منطقة شعبية يسيطر عليها تاجر ويتحكم في كل مرافق تلك المنطقة أو الحي وكذلك في مصائر السكان .

## قصة
عندما يحل رجل غريب يدعو للحب والتسامح يبدأ الصراع الذي ينتهي بطرد الغريب واستمرار سيطرة التاجر. على المستوى الثاني تتحدث المسرحية عن سيطرة النجم الأوحد على فرقة مسرحية ويمثله التاجر بينا يمثل الغريب دور ممثل مبتدئ.
المسرحية تقع في فصلين ومدة عرضها ساعة ونصف، قدمتها فرقة المسرح القطري على مسرح نجمة في مدينة الدوحة واستمر عرضها أسبوع خلال شهر نوفمبر من عام 1976.

## شارك في المسرحية
- هلال محمد في دور " التاجر "
- علي حسن في دور " الغريب "
- علي ميرزا في دور " صاحب القهوة "
- زينة علي
- سلوى عبد الله
- صلاح درويش